# ديمون وان
ديمون وان (بالفرنسية Demon One) (اسمه الحقيقي Hakim Sid) رابر فرنسي من أصل جزائري. ولد في شوازي لو روا، فال دو مارن وهي من ضواحي باريس الجنوبية من والد جزائري وأم فرنسية. بدأ الراب منذ صغره خصوصا بعد تعرّفه على Mansa Konaté ويعرف باسم MS. شكّل مع Landry Delica المعروف بالاسم الفني Dry ثنائي راب شهير باسم Intouchable.
بالإضافة إلى مشاركاته في Intouchable له أعمال منفردة، وأعمال أخرى بالتعاون مع أعضاء آخرين في مجموعة Mafia K'1 Fry وهي تضم مجموعة كبيرة من الرابرز الفرنسيين من أصول مختلفة وكلها من ضواحي باريس. ومن الأغاني المشتركة مع أعضاء المجموعة أعمالا مع OGB، 113، LIM، Selim du 9.4 وغيرهم.

## الألبومات
بالانفراد
- 2007: Mon Rap
- 2008: Démons et Merveilles

في الثنائي Intouchable
- 2000 : Les points sur les I
- 2001 : I Have a Dream (maxi)
- 2004 : Original Mix-Tape (mixtape)
- 2005 : La vie de rêve

في مجموعة Mafia K'1 Fry
- 1997 : Les liens sacrés
- 1999 : Légendaire
- 2003 : La cerise sur le ghetto
- 2007 : Jusqu'à la mort

## روابط خارجية
- ديمون وان على موقع IMDb (الإنجليزية)
- ديمون وان على موقع ألو سيني (الفرنسية)
- ديمون وان على موقع ميوزك برينز (الإنجليزية)
- ديمون وان على موقع ديسكوغز (الإنجليزية)
- ديمون وان على موقع كينوبويسك (الروسية)